# 寺岡光盛
寺岡 光盛（てらおか みつもり、1975年10月18日-）は、日本のサラリーマン兼ものまねタレント。神奈川県横浜市出身。トップ・カラー預かり。

## 来歴・人物
以前は俳優を目指していて今は無き俳優養成所『東京芸能アカデミー』の1期生出身。同期生には宅間孝行や、阿南敦子がいる。
大学卒業前に野田秀樹主宰「nodamap」に合格したが家庭の事情で断り、俳優をあきらめてサラリーマンになった。
サラリーマンになり10数年経過したがテレビの仕事が忘れられず、ものまねライブ会場にネタを披露しに行ったところ事務所関係者の目に留まり事務所預かりとなった。
今でもサラリーマンの仕事の傍ら、テレビやラジオ、ライブやショーなどに出演している。

## 芸風
主にマニアックなモノマネを得意としている。特に渡辺謙、役所広司、戸張捷、刑事コロンボなどが代表的であり渋い声質なモノマネを得意としている。コロンボについては初代声優の小池朝雄と2代目声優の石田太郎の演じ分けをすることができる。
2025年には、『遠すぎた橋』のテレビ版日本語吹替がカット部分を追加収録してBlu-rayに収録される事になった際に、石田が演じたアンソニー・ホプキンス、小池と石田両名が生前持ち役にしていたジーン・ハックマン、家弓家正が演じたマクシミリアン・シェルの追加吹替を担当した。

## 主なものまねレパートリー
- 渡辺謙
- 役所広司
- 戸張捷
- 刑事コロンボ（小池朝雄の吹替、石田太郎の吹替が出来る）
- 渡哲也
- 宮迫博之
- ムスカ（天空の城ラピュタ）
- ギレン・ザビ（機動戦士ガンダム）
- 本田博太郎
- クロトワ（風の谷のナウシカ）
- カリオストロ伯爵（ルパン三世）
- 村野武憲
- 三船敏郎
- 藤岡弘、
- 細川俊之
- 市川海老蔵
- 市川團十郎
- スネイプ（ハリーポッター）
- 竹中直人
- マツコ・デラックス
- 中尾彬
- ケンドーコバヤシ
- 三遊亭小遊三
- 田中邦衛
- 財津一郎
- 武田鉄矢
- 千葉真一
- 品川徹
- ドナルド・ダック
- 家弓家正
- 津嘉山正種
- 松平健
- 錦鯉 （長谷川雅紀）
- 成田三樹夫
- 渡辺徹
- 山﨑努
- 阿部寛
- 田村正和
- 平泉成
- 森本レオ
- 小池朝雄
- 石田太郎
- 銀河万丈
- 寺田農
- 内野聖陽
- 西村まさ彦

## 出演番組・作品

### テレビ
- 春よ、来い（NHK）
- 渡る世間は鬼ばかり（TBSテレビ）
- アリケン（テレビ東京）
- 爆笑そっくりものまね紅白歌合戦（フジテレビ）
- ものまね新人ウォーズ（TBSテレビ)
- 爆笑!ものまねウォーズ（TBSテレビ）
- 爆笑!ものまねウォーズIII（TBSテレビ）
- 激突!ものまねウォーズ（TBSテレビ）
- リンカーン（TBSテレビ）
- 激突!ものまねウォーズ（TBSテレビ）
- ものまねグランプリ（日本テレビ）
- 特報!B級ニュースSHOW（テレビ東京）
- Music Lovers（日本テレビ）
- 知らなきゃヤバイ ウソみたいなホントの話（フジテレビ）
- 身近な危険回避TV できれば無事に暮らしたい（フジテレビ）
- コサキン・天海の超発掘!ものまねバラエティー マネもの（フジテレビ）
- しゃべくり007（日本テレビ）
- ミュージャック（関西テレビ）
- コック警部の晩餐会（TBSテレビ）
- ものまねグランプリ 人気番組のっとりスペシャル（日本テレビ）
- 刑事コロンボ完全捜査ファイル（BSプレミアム）
- ザ・細かすぎて伝わらないモノマネ（フジテレビ）
- 名曲マスター（テレビ朝日）
- 最強LINEグループ旅（フジテレビ）

### 映画
- キッズリターン
- スーパーの女

### 吹き替え
- 遠すぎた橋(ソサボフスキー、フロスト、ビットリッヒ)※日本テレビ版追加収録部分